# Alincourt
Alincourt é uma comuna francesa na região administrativa de Grande Leste, no departamento Ardenas. Estende-se por uma área de 8,27 km². Em 2010 a comuna tinha 156 habitantes (densidade: 18,9 hab./km²).